# Euepedanus similis
Euepedanus similis is een hooiwagen uit de familie Epedanidae.